# IC 196
IC 196 ist eine Balken-Spiralgalaxie vom Hubble-Typ SBb im Sternbild Widder auf der Ekliptik, die schätzungsweise 165 Millionen Lichtjahre von der Milchstraße entfernt ist. Gemeinsam mit der dicht benachbarten  Galaxie IC 195 bildet sie das Galaxienpaar Arp 290. Halton Arp gliederte seinen Katalog ungewöhnlicher Galaxien nach rein morphologischen Kriterien in Gruppen. Dieses Galaxienpaar gehört zu der Klasse Galaxien mit Windeffekten.
Das Objekt wurde am 20. Oktober 1889 vom US-amerikanischen Astronomen Lewis A. Swift entdeckt.

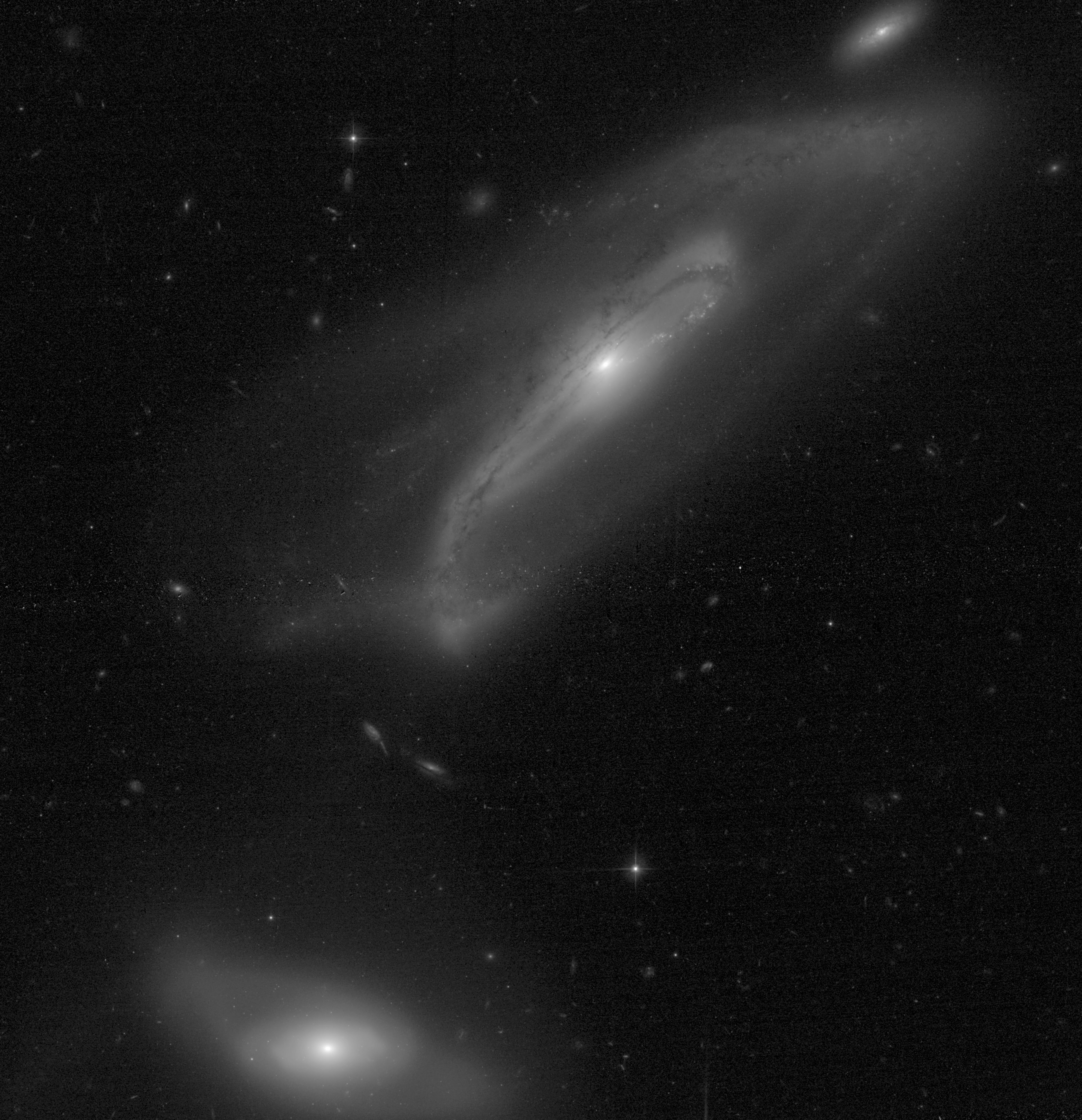
Aufnahme mithilfe des Hubble-Weltraumteleskops